# Magic Duels
Magic Duels (initialement intitulé Magic Duels: Origins) est un jeu vidéo basé sur le célèbre jeu de cartes à collectionner Magic: The Gathering. Il a été développé par Stainless Games et a été édité par Wizards of the Coast. Il est sorti en 2015 sur Windows, Xbox One et iOS.
Magic Duels succède à Magic: The Gathering - Duels of the Planeswalkers d'Inox Games et ses suites annuelles, de 2009 à 2014. Le titre free-to-play a été publié le 29 juillet 2015, peu de temps après la sortie physique de l'extension Magic Origins.
Le gameplay suit celui du jeu de cartes, mais comprend un mode histoire qui suit l'histoire d'origine de cinq des Planeswalkers du jeu. Il s'agit du premier jeu de la série Stainless à intégrer la construction de deck de forme libre et la possibilité de construire une bibliothèque de cartes en utilisant des récompenses en jeu et des microtransactions pour acheter de nouvelles cartes et boosters. Le jeu comprend des modes solo et des batailles en ligne avec d'autres joueurs.

## Système de jeu

### Généralités
Le jeu de base suit les règles standard du jeu de cartes à collectionner (sauf que vous ne pouvez utiliser que 1 mythique, 2 rares, et 3 peu communs de n'importe quelle carte) Magic: The Gathering, d'abord publié en 1993 ; chaque joueur a un jeu de cartes composé de terres et de sorts. Les terrains sont utilisés pour générer du "mana", la ressource nécessaire pour lancer des sorts. Le mana se décline en cinq couleurs et les cartes peuvent nécessiter une couleur ou un générique (mana de n'importe quelle couleur). Les sorts viennent de nombreuses variétés, des sorcières et des instants qui ont des effets uniques, aux créatures invoquées qui peuvent attaquer et se défendre des adversaires. Les joueurs alternent leur tour en jouant des cartes de terrain, en lançant des sorts et en attaquant des adversaires jusqu'à ce que tous les points de vie d'un seul joueur soient réduits à 0.

### Modes

#### Mode Origins
Magic Duels: Origins encadre le jeu de base autour d'un mode histoire solo, et un mode de combat en ligne. En mode histoire, le joueur parcourt l'histoire d'origine de cinq Planeswalkers différents, Chandra Nalaar, Jace Beleren, Gédéon Jura, Nissa Revane et Liliana Vess. Chaque Planeswalker a cinq duels ou plus avec des adversaires contrôlés par ordinateur. Le joueur utilise un deck basé sur le planeswalker sélectionné et, au fur et à mesure de chaque duel, améliore ce deck grâce à l'ajout présélectionné de nouvelles cartes. Ces decks, avec toutes les améliorations qu'ils ont débloquées, sont également disponibles pour le joueur en mode combat.

#### Mode Bataille
Le mode Bataille permet aux joueurs d'utiliser des decks pré-fabriqués ou de construire des decks à partir de leur collection de cartes, et de jouer contre une intelligence artificielle ou des adversaires en ligne. Les types de match incluent des matchs individuels avec des joueurs suivis sur des classements, et des trolls à deux têtes (deux contre deux). Les adversaires informatiques dans ces modes peuvent être sélectionnés à partir de trois niveaux de difficulté, avec des difficultés plus élevées pour gagner plus de récompenses pour le joueur. Les decks des adversaires de l'ordinateur seront générés selon la procédure, ce qui rendra aléatoire le type de decks auxquels le joueur sera confronté. Jouer dans l'un ou l'autre mode peut rapporter de l'argent aux joueurs pour acheter de nouveaux boosters ou des cartes spécifiques pour étendre leur bibliothèque de cartes ; il y a aussi divers objectifs quotidiens que les joueurs doivent remplir pour l'argent en jeu, et tous les joueurs sont récompensés pour avoir aidé à atteindre divers objectifs communautaires. Les joueurs peuvent également acheter de l'argent en jeu avec des microtransactions, mais il n'est pas nécessaire d'avoir accès à toutes les cartes et caractéristiques. 

### Cartes
Le jeu a été publié principalement autour de l'ensemble de cartes Magic Origins, la dernière extension des cartes physiques au moment de l'introduction du jeu, avec de nouvelles extensions pour étendre le jeu et ainsi inclure les jeux de cartes à venir. La Bataille de Zendikar, le Serment des Sentinelles, Ténèbres sur Innistrad, la Lune Hermetique, Kaladesh, la Révolte Ethérique et les sets Amonkhet sont actuellement disponibles sur Magic Duels. 

## Développement
Magic Duels: Origins a été développé par Stainless Games qui crée des versions informatiques de la série Magic depuis Magic: The Gathering - Duels of the Planeswalkers et de nouveaux titres sur une base annuelle. Ces jeux précédents n'incluaient pas la possibilité de construire des decks ou de construire des bibliothèques de cartes, mais utilisaient principalement des decks conçus qui pouvaient être personnalisés avec des cartes additionnelles prédéterminées gagnées par des matchs gagnants. Les jeux suivants incluaient un jeu de deck scellé où les joueurs recevaient un certain nombre de boosters et pouvaient construire un deck à partir de ces cartes, mais ces cartes ne seraient disponibles que pour ce deck. Avec Magic Duel: Origins, la série inclut désormais la possibilité pour les joueurs de collecter et d'acheter des cartes et de construire des decks comme ils le feraient normalement dans la version physique de Magic. Dan Barrett de Wizards of the Coast a déclaré qu'avec ce changement, la version informatique est maintenant beaucoup plus proche de la version physique, et espère que cela permettra à plus de joueurs d'expérimenter la magie et la transition vers le jeu physique.